# 14505 Барентіна
14505 Барентіна (14505 Barentine) — астероїд головного поясу, відкритий 12 січня 1996 року.
Тіссеранів параметр щодо Юпітера — 3,532.